# Westford (Massachusetts)
Westford – miasto w Stanach Zjednoczonych, w stanie Massachusetts, w hrabstwie Middlesex.